# 基督教香港信義會信義中學
基督教香港信義會信義中學（英語：ELCHK Lutheran Secondary School）是一所位於九龍油麻地的的男女中學，於1958年創立，1964年遷入現址。

## 歷史
此校於1958年4月創立，初期借用九龍城嘉林邊道28B號的「九龍城信義會禮拜堂」開課，採用半日制上課。兩年後，由於該教會不再續借會址，此校遂改借何文田山道23號道群中學舊校舍。
1959年，此校獲批出現址用地建校，同年開辦元朗分校。隨著永久校舍於1964年竣工，此校亦正式遷入。
此校早期同時設有中、英文班，至1981-98年間曾改為全英文授課。由於政府在1997年以後實施「母語教學」政策，而此校未達開設英文班標準，需全面改以中文授課，直至語言微調政策後才恢復中、英文班混合制。

## 歷屆行政人員[4]

### 校監
- 胡然 教授（1958年，創校校監）
- 袁哲思 牧師[6]（1959年-1962年）
- 石文 博士（1962年-1963年）
- 李永穆 先生（1963年-1965年）
- 馬保羅 牧師（1965年-1967年）
- 易樂施 牧師（1967年-1968年）
- 周以賽亞 牧師（1968年-1977年）
- 施同福 牧師，JP[7]（1977年-1987年，任內逝世）
- 馬寧熙 先生，MBE，JP[8]（1987年-1994年，兼任同系元朗信義中學校長）
- 蓋英魁 先生（1994年-1996年）
- 曹瑞雲 女士[9]（1996年-2005年）
- 戴浩輝 先生（2005年-2011）
- 余瑞堯先生（2011年-2020）
- 黃永智 牧師（2020年-2023）
- 楊有志先生（2023年-現在）

### 校長
- 連鳳卿 先生（1958年-1964年，創校校長）[10]
- 鄒安眾 先生（1964年-1967年，任內逝世）
- 易樂詩 牧師（1967年-1968年，由校監兼任）[11]
- 連鳳卿 先生（1968年-1978年）
- 馬寧熙 先生，MBE，JP（1978年-1979年，兼任同系元朗信義中學校長）[12]
- 文德惠 牧師（1978年-1981年）
- 吳萬強 先生，MH[13]（1981年-2008年[14]）
  - 張儉成 先生（2008年-2009年，署任校長；曾任中華基督教會基協工業中學、田家炳中學及中華聖潔會靈風中學校長）[15][16]
- 梁冠芬 先生（2009年履新，現任校長，由中華基督教會譚李麗芬紀念中學轉職）

## 校舍
此校為一座非標準校舍，佔地13,000平方米，設有29間課室及各種特別室。
校舍主體由英國建築師肯寧設計，採用包浩斯風格，於1964年竣工，曾於1997年進行擴建。

## 著名/傑出校友
- 劉嘉詠：香港女演員
- 梁思浩：香港著名演員、節目主持人
- 梁漢文（1990年中五）：香港著名演員、歌手
- 龍貫天：粵劇演員[18]
- 馬志威：香港演員
- 譚坤倫：香港男演員
- 雷晴雯（1993年中五）：前無綫電視女演員
- 張之亮：香港電影導演、编剧
- 周星馳（只讀中一）：香港男演員
- 馬澤純：香港女子隊及愉園後衛[19]
- 張文光（1972年中五）：前香港立法會議員（教育界）（1991-2012）[20][註 1]
- 車森梅：前香港電台播音員[11]

## 另見
- 基督教香港信義會元朗信義中學